# Bactrocera robiginosa
Bactrocera robiginosa är en tvåvingeart som först beskrevs av May 1958.  Bactrocera robiginosa ingår i släktet Bactrocera och familjen borrflugor. Inga underarter finns listade.